# Nowruz
Nowruz (persisk: نوروز, har forskellige stavemåder som Newroz og Norouz) er det traditionelle persiske nytår , som fejres i Iran, Kurdistan, Tyrkiet, Aserbajdsjan, Afghanistan, Albanien, Georgien og i de tidligere sovjetrepublikker: Turkmenistan, Tadsjikistan, Usbekistan, Kirgisistan ,Pakistan og Kasakhstan. Alawiter fejrer også Nowruz.
Nowruz er forårets første dag og begyndelsen på det persiske nytår. Nowruz bliver fejret d. 21. marts (dagen for forårsjævndøgn) eller den forrige/følgende dag afhængig af hvor det bliver fejret.
Nowruz blev officielt registreret på UNESCOs liste over immaterielle kulturarv i 2009.

## Etymologi
Ordet Nowruz stammer fra oldpersisk: nawa ~ ny + razah ~ dag/dagslys, og har stadig den samme betydning på persisk. Udtrykket Nowruz dukkede først op i Persien i det 2. århundrede e.v.t., men var også en vigtig dag under Achæmenide-dynastiet, hvor konger fra forskellige nationer bragte gaver til Persiens kejser på Nowruz.

## Nowruz og forårsjævndøgn
Nowruz er forårets første dag, og på denne dag er det forårsjævndøgn på den nordlige halvkugle. Solen er direkte oven over ækvator, også i dette øjeblik er Nordpolen og Sydpolen på terminatoren, og sollyset er delt lige mellem hemisfærerne.

## Historie og tradition
Traditionen daterer Nowruz 15.000 år tilbage – før den sidste istid slutter. Den persiske kong Jamshid (Yima eller Yama på traditionelt indoiranske sprog) symboliserer den indoiranske overgang til dyrehold og et mere ordnet liv i menneskets historie. Årstiderne spillede en livsvigtig rolle. Alting kom an på de fire årstider. Efter en hård vinter var forårets begyndelse en stor begivenhed med Moder Natur, som rejser sig i en grøn klædning med farvefulde blomster og kvæg, som føder unger. Det var overflodens tid. Man siger, at Jamshid introducerede højtidelighedsholdelsen af Nowruz.
Profeten Zarathustra var den før-islamiske iranske kosmologis arkitekt, som indstiftede mange fester, festivaler, ritualer for at hylde til de syvmskabelser, de hellige udødelige og Ahura Mazda. De syv vigtige er kendt som zarathustrianiske festivaler, forpligtelsens fester. Den sidste og mest detaljerede fest var Nowruz, som fejrede Ahura Mazda og den hellige ild ved forårsjævndøgn.
12 århundreder senere 487 f.Kr. fejrede Achæmenide-dynastiets Dareios 1. Nowruz ved sit nybyggede palads i Persepolis. En ny undersøgelse viser, at det var en meget speciel anledning. På den dag faldt solens første stråler på observatoriet i den store hal med publikum klokken 06:30 om morgenen, en begivenhed som gentog sig hvert eneste 1400-1 år. Det sker også ved et sammentræf med de nye babylonske og jødiske år. Det var derfor en heldig anledning for de ældgamle folk. Det er foreslået, at det berømte Persepolis- kompleks eller Apadana- palads og de "Hundreder Søjlers Bygninger" blev bygget med det formål at fejre Nowruz. Hvorledes findes der ingen omtale af i Achaemænidernes inskriptioner (se billedet ovenover).
Senere blev det Partherrigets nationale helligdag. Der er specielle henvisninger til Nowruz' fejring i løbet af Vologases I af Partherrigets regeringstid 51-78 f.Kr., men de har ingen detaljer.

## Lokale variationer
Nowruz er blevet fejret i mindst 3000 år og er dybt rodfæstet i Zarathustrianismes ritualer og religion. I dag bliver festivalen Nowruz fejret i mange lande, der har været med i Persien: Iran, Irak, Afghanistan, dele af Mellemøsten, de tidligere sovjetrepublikker som Tadsjikistan, Usbekistan, Turkmenistan, Kasakhstan og Kirgisistan. Det bliver også fejret i få områder i Indien og Pakistan. Iranske indvandrere fra Shiraz, der er rejst til Zanzibar, fejrer også Nowruz. I Tyrkiet bliver det kaldt Nevruz på tyrkisk, Sultan Nevruz på albansk og Newroz på kurdisk.
I nogle fjerntliggende samfund i det vestlige Iran er helligdagen henvist som Nuroj, hvilket bogstaveligt betyder Ny Dag på kurdisk. I Tyrkiet var festivalen bandlyst til 1995, da den var tilknyttet kurdere. I den kurdiske region i det nordlige Irak er hilsenen Newroz pîroz be/Bijî Newroz til festivalen.
På afghansk hedder dette nytår "nawrooz", som betyder "Ny Dag". Helligdagen bliver fejret stort i hele landet og folk gør rent hjemme, køber gaver til deres nærmeste familiemedlemmer og køber nyt tøj til sig selv.

## Nowruz i det moderne Iran
I Iran begynder forberedelserne i Esfand, vinterens sidste måned i den iranske kalender.

### Khane tekani
Iranere, afghanere og andre grupper starter forberedelsen til Nowruz med en stor forårsrengøring af deres huse, køber nyt tøj til det nye år og blomster. (Særligt hyacint og tulipan er populære).
I forbindelse med "Naturens genfødsel" er udstrakt forårsrengøring en national tradition i næsten alle husholdninger i Iran. Det er sædvanligt at købe mindst et sæt nyt tøj. Nytårsdag tager familierne deres nye tøj på og fejrer 12. dagen ved at besøge deres ældre, resten af familien og til sidst deres venner. På den 13. dag forlader familierne deres hjem og tager på skovtur.
I løbet af Nowruz' helligdage forlanges, at folk besøger hinanden (mest familie, venner og naboer) ved små besøg, hvilket sædvanligt er gengældt. Typisk ved Nowruz' første dag samler familiemedlemmerne sig rundt om bordet med Haft Seen på bordet eller ved siden af det og venter på forårets ankomst. Senere gives der gaver. Senere igen vender de ældre tilbage til deres besøg. Besøgene skal være så korte, da man ellers ikke ville kunne nå at besøge alle på listen. Et typisk besøg varer en halv time. På grund af besøgene skal man være sikker på, man har en tilstrækkelig forsyning af kager, småkager og tørrede frugter, som man serverer med te eller sorbet. Mange iranere holder store Nowruz fester et centralt sted. Nogle tror, at uanset hvad man gør ved Nowruz, vil det påvirke en resten af året. Så hvis man er varm og venlig ved deres pårørende ved Nowruz, vil det blive et godt år. På den anden side, hvis der er kampe og uenighed, vil året gå dårligt.

### Chaharshanbe Suri
Chehel Sotouns vægmaleri, som dateres tilbage til Safavide-dynastiet, afbilder en Chaharshanbe Suri højtidelig
Natten før årets sidste onsdag bliver fejret af det iranske folk som Chahârshanbe Sûrî (Persisk: چهارشنبه سوری) ildens iranske festival. Festivalen er lysets (det gode) højtidelighedsholdelse, som vinder over det mørke (det dårlige). Symbolismen bag ritualerne er alle rodfæstet tilbage til Zarathustrianisme.
Traditionen inkluderer folk, som går på gaderne og gyderne for at lave bål og hoppe over dem, mens de synger den traditionelle sang Zardî-ye man az to, sorkhî-ye to az man (bogstaveligt talt: Mit gule til dig, dit røde til mig).
Ved at servere forskellige kager og nødder som Ajīl-e Moshkel-Goshā (De problemløsende nødder) er Chaharshanbe Suris måde at takke for det forrige års sundhed og lykke.
Iølge traditionen får de levende besøg af deres forfædres sjæle på årets sidste dag, og mange børn dækker sig selv til med slør. De løber også igennem gaderne, banker på deres krus og pander med skeer og banker på dørene for at bede om almisser. Ritualet er kaldt qashogh-zany (bank skeen) og symboliserer at slå årets sidste uheldige onsdag.

### Haft Sîn
Haft Sîn (هفت سین) eller de syv s'er er Nowruz' hovedtradition. Haft Sîn bordet med syv genstande, som begynder med bogstavet s eller sīn (س) i det persiske alfabet. De genstande svarer til syvmskabelser og hellige udødelige beskytter dem. Oprindeligt kaldt Haft Chin (هفت چین), men siden april 2007 har navnet udviklet sig til Haft Sîn og har beholdt sin symbolværdien. Traditionelt forsøger familier at skabe et smukt Haft Sîn bord som overhovedet muligt.
Haft Sîn genstandene er:
- sabzeh – hvede, almindelig byg, eller linser som vokser på en tallerken – symboliserer genfødsel.
- samanu – en sød budding lavet af hvedekim – symboliserer overflod.
- senjed – tørret frugt fra smalbladet sølvblad – symboliserer kærlighed.
- sīr – hvidløg – symboliserer medicin.
- sīb – æbler – symboliserer skønhed og sundhed.
- somaq – sumakbær – symboliserer solopgangens røde farve.
- serkeh – eddike – symboliserer alder og tålmodighed.

Andre genstande på bordet:
- Sonbol – hyacint.
- Sekkeh – mønter – rigdommens repræsentant.
- Tradiotionelle iranske kager som baghlava, toot og naan-nokhodchi.
- Tørrede nødder, bær og rosiner (Aajeel).
- Stearinlys (oplysning og lykke).
- Et spejl (symboliserer renlighed).
- Pyntede æg, nogle gange til ethvert familiemedlem (frugtbarhed).
- En bowle med vand med en guldfisk (Pisces' tegn liv inden livet, når solen går ned).
- En bowle med vand med en appelsin i (jorden som flyder i rummet).
- Rosevand for dets magiske rense styrke.
- Irans nationale flag for en patriotisk berørelse.
- En hellig bog (f.eks. Koranen, Bibelen eller Tora).

### Hajji Fîruz
Nowruz' årstids traditionelle forårsbebuder bliver kaldt Hajji Fîruz (eller Khwaja Pîruz). Han symboliserer sumerernes gode ofrings genfødsel, Domuzi, som blev dræbt ved slutningen af hvert eneste år og blev genfødt i begyndelsen af det nye år.
Han bruger sort ansigtsmaling og bærer en rød dragt. Så synger og danser han igennem gaderne med tamburiner og trompeter og spreder godt humør og forkynder det nye års ankomst. Mehrdad Bahar, som studerer Irans historie, antyder i sin bog, at Domuzi/Tammuz' tradition stammer fra de ikke-iranske civilisationer i Mesopotamien, som skete ved de iranske slægtninges ankomst til det vestlige Iran. Dette lån kan i forbindelse med Bahar (forår) være afgørende for hele Nowruz traditionen, da indo-iranske slægtninge før det ikke havde denne tradition, mens Mesopotamiens civilisation havde. Senere spredte traditionen sig til alle de områder, hvor den iranske kultur holdt til.

### Nytårsretter
- Sabzi Polo Mahi : Nytårsdags traditionelle måltid bliver kaldt Sabzi Polo Mahi, som er ris med grønne krydderurter serveret med fisk. De traditionelle krydderier er persille, koriander, purløg, dild og bukkehorn.
- Reshteh Polo : Ris lavet med nudler, som siges at hjælpe e livet.
- Dolme Barg : En traditionel aserbajdsjansk ret, lavet før det nye år. Retten er af grøntsager, kød og kimblad, som er lavet og pakket ind i vinblade og derefter lavet igen.
- Kookoo sabzi : Krydderurter og grøntsagssoufflé, som traditionelt serveres til middag ved nytår. En lys og blød omelet lavet af persille, dild, koriander, spinat, forårsløg, purløg blandet med æg og valnødder.

### Sizdah Bedar
Nowruz' 13. dag er Sizdah Bedar (13 til døren). Det er en dag med feststemning i det åbne, ofte efterfulgt med musik og dans, normalt på familieskovture.
Sizdah Bedar fejringen stammer fra den ældgamle persiske tro, at de tolv stjernebilleder i dyrekredsen kontrollerede årets måneder, og hver styrede Jorden i tusinder år indtil himlen og Jorden gik i kaos. Ved fejringens slutning på denne dag, er sabzeh udviklet sig til Haft Sîn. Man smider med vand for at uddrive onde ånder fra husholdningen. Det er også sædvanligt for unge kvinder at binde blad før de kasserer dem. De ønsker at blive gift før det næste Sizdah Bedar. En anden tradition forbundet med denne dag er Dorugh-e Sizdah (13.'s løgn), som er en proces, hvor man lyver for andre, og får dem til at tro på det (se også Aprilsnar).

## Kurdisk fejring af Nowruz
Kurderne fejrer denne fest mellem d. 18.-21. marts. Ordet Nowruz oversættes til Newroz af kurderne. Det er et af de få "folkets fejringer" som har overlevet og antedaterer alle hovedreligionernes festivaler. Helligdagen er foreslået som den vigtigste helligdag hvert år af kurderne.
Ved denne festival samler kurderne sig på markedspladserne mest uden for byerne, for at byde foråret velkommen.
Kvinder bærer farvet tøj og glitrende halstørklæder og unge mænd flager med grønne, gule og røde flag, det kurdiske folks farver.
Den kurdiske hilsen på festivalen er Newroz pîroz be!, som betyder Tillykke Newroz!.
Andre hilsener som bliver brugt er Bijî Newroz!, som betyder Længe leve Newroz!.
Festivalen var ulovlig til 1995 i Tyrkiet, hvor størstedelen af kurderne bor. Helligdagen er nu officiel i Tyrkiet efter internationalt pres på den tyrkiske regering. den tyrkiske regering ændrede helligdagen Nevruz i 1995 og erklærede den for en tyrkisk helligdag.

## Nowruz i Afghanistan
I Afghanistan bliver Nowruz traditionelt fejret i to uger. Forberedelserne til Nowruz begynder adskillige dage før, efter Chaharshanbe Suri, sidste onsdag før det nye nytår. Blandt mange traditioner og skikke er de vigtigste:
- Haft Mewa: I Afghanistan forbereder de Haft Mewa (Syv frugter) i stedet for Haft Sîn, som er almindeligt i Iran. Haft Mewa er som en frugtsalat lavet af syv slags tørrede frugter serveret i deres egen sirup. De 7 tørrede frugter er: rosin, Senjed, smalbladet sølvbladets tørrede frugt, pistacie, hasselnød, sveske, tørret abrikos, valnød eller mandel.
- Samanak er en særlig sød ret af hvedekim. Kvinder holder en speciel fest for retten i løbet af natten og laver den fra aften til daggry, mens de synger en særlig sang: Samanak dar Josh o mā Kafcha zanem – Degarān dar Khwāb o mā Dafcha zanem.
- Mela-e Gul-e Surkh ( ميله‌ى گل سرخ): Guli Surkh festival som betyder Rød blomst festivalen er en gammel festival kun fejret i Mazari Sharif i løbet af årets 40 dage, hvor tulipanen vokser. Folk fra forskellige steder i Afghanistan rejser til Mazar for at slutte sig til festivalen.
- Buzkashi: Blandt andre skikke og fejringer er en Buzkashi-turnering. Buzkashi-kampene holdes i Afghanistans nordlige byer og i Kabul.
- Specielle køkkener: Folk laver specielle retter til Nowruz, især på Nowruz' aften. Normalt Sabzi Chalaw, en ret lavet af ris og spinat, som er adskilt.
- Sightseeing til områder med judastræer: Kabuls borgere tager til Istalif, Charikar eller andre grønne steder, hvor judastræet vokser. De tager på skovtur med familien i løbet af Nowruz' 2 første uger.
- Jashni Dehqan: Jashni Dehqan betyder Landmændenes festival. Det bliver fejret på årets første dag, hvor landmændene tager til byerne. I de senere år er denne handling kun udført i Kabul og andre større byer, hvor større ledelser deltager for at holde opsyn og observere.

## Nowruz blandt shiitiske grupper
Selv om Nowruz oftest kun kendes som en gammel iransk tradition, har denne højtid også en speciel betydning hos forskellige shiitiske grupper. Det vides at Nowruz tillægges en særlig betydning hos ortodokse tolver-shiitter, men også hos ismailitter, alevitter, bektashitter og de arabiske alawitter.
Hos alevi- og bektashi-kulturerne findes en nogenlunde ensartet tradition med hensyn til Nowruz. I den fejres Nowruz under navne som "Sultan Nevruz", d. 21. marts som Imam Alis fødselsdag.
De arabiske alawitter fejrer også Nowruz. Nogle alawitter fejrer Nowruz d. 21. marts, mens andre fejrer Nowruz i starten af april måned.

## Eksterne Henvisninger
- Nowruz  (Webside ikke længere tilgængelig) fra et shiaislamisk aspekt (dansk)
- Nowruz Arkiveret 24. november 2007 hos  Wayback Machine – Nowruz' officielle engelske hjemmeside af Irans kulturelle eneboerhytter (engelsk)

- Wikimedia Commons har flere filer relateret til Nowruz